# Kiribati labdarúgó-válogatott
A Kiribati labdarúgó-válogatott Kiribati válogatottja, melyet a Kiribati labdarúgó-szövetség (Kiribati Islands Football Association) irányít. A válogatott nem tagja a Nemzetközi Labdarúgó-szövetségnek, viszont társult tagja az Óceániai Labdarúgó-szövetségnek, valamint az ConIFA-nak. Mivel nem tagja a FIFA-nak, a labdarúgó-világbajnokságok selejtezőin nem vehet részt.

## Dél-Csendes-óceáni játékok
- 1963 – nem vett részt
- 1966 – nem vett részt
- 1969 – nem vett részt
- 1971 – nem vett részt
- 1975 – nem vett részt
- 1979 – első forduló
- 1983 – nem vett részt
- 1987 – nem vett részt
- 1991 – nem vett részt
- 1995 – nem vett részt
- 2003 – első forduló
- 2007 – nem vett részt

1. ↑  World Football Elo Ratings. eloratings.net